# Édit de Mérindol

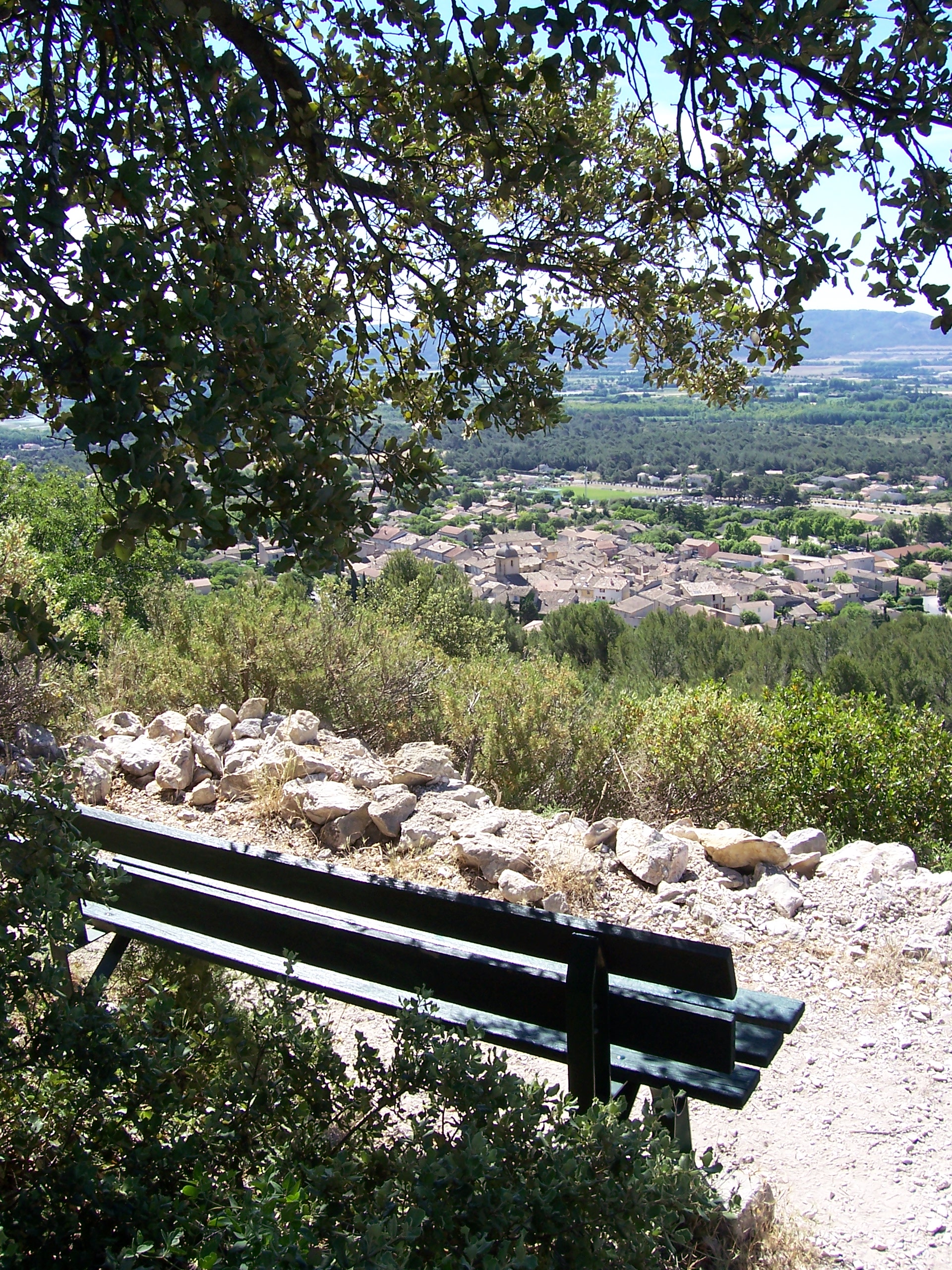
Vue de Mérindol depuis le chemin du souvenir.

L’édit de Mérindol est un arrêt rendu le 18 novembre 1540 par le parlement de Provence condamnant à mort par contumace dix-huit vaudois du bourg de Mérindol.

## Origines de la question vaudoise
Mérindol était un bourg situé sur les frontières du Comtat Venaissin en Provence qui servait de retraite aux vaudois venus du Piémont, qui étaient également établis depuis longtemps dans le bourg de Cabrières, au même comté, et dans quelques bourgades environnantes. Ils s’y étaient extrêmement multipliés, professant ouvertement la foi de leurs ancêtres. 

### Édit de 1535 contre les protestants
Lorsque la Réforme protestante se développa en France, le roi  François Ier avait pris contre eux, le 29 janvier 1535, un édit très rigoureux « pour l’extirpation et extermination de la secte luthérienne, et autres hérésies… dont les sectateurs et imitateurs se sont rendus fugitifs, cachent, et latitent en aucunes parties du royaume. Pour quoi, statuons et ordonnons, par édit perpétuel et irrévocable, que tous ceux et celles qui ont recelé ou recèleront par-ci après sciemment lesdits sectateurs, pour empêcher qu’ils ne fussent pris et appréhendés par justice… seront punis de telle et semblable peine que lesdits sectateurs; sinon que d’eux-mêmes et par leur diligence, ils amenassent et représentassent à justice iceux sectateurs… et outre avons aussi ordonné que tous ceux et celles qui révéleront et dénonceront à justice aucuns desdits délinquans, soit des principaux sectateurs, ou de leurs recélateurs… auront la quarte partie des confiscations et amendes sur ce adjugées. »

### Dévastations faites par les Vaudois
Au lieu de se soumettre, les vaudois prirent les armes et se saisirent, après avoir ravagé tout le plat pays, de châteaux et des lieux forts dans les montagnes et dans les bois, pour s’y défendre contre la justice, si l’on entreprenait d’exécuter contre eux l’édit du roi. 
Informé de ces crimes, le roi manda au parlement d’Aix, de procéder incessamment contre eux, de punir rigoureusement les coupables, de ruiner tous les lieux où ils s’étaient fortifiés, et d’exterminer leur secte. À la suite de quoi le parlement rendit un arrêt, dit arrêt de Mérindol.

## Promulgation de l’arrêt du Parlement et grâce du roi
Cet arrêt condamnait par contumace dix-neuf des hérétiques à être brûlés et portait que les villages de Mérindol, Cabrière, les Aiguës, et autres lieux qui avaient été l’abri et le refuge des hérétiques, seraient détruits, les maisons rasées jusqu’aux fondements ; les cavernes et les autres endroits souterrains qui leur servaient de gîte, démolis ; les forêts coupées, les arbres fruitiers arrachés ; les chefs et principaux révoltés exécutés, et leurs femmes et enfants bannis à perpétuité de ces lieux.
Après l’intervention en faveur de leurs coreligionnaires de France par les princes protestants d’Allemagne, le roi, qui les ménageait à cette époque, parce qu’il avait besoin de leur secours contre l’empereur Charles Quint, expédia des lettres de grâce pour tous ceux qui étaient visés par cette condamnation. La retraite de Charles-Quint, quatre ans plus tard, en 1545, marqua la fin de ce répit et, l’arrêt un moment suspendu devint, malgré les réclamations de l’évêque de Carpentras Paolo Sadoleto, exécutoire.

## Mise à exécution de l’arrêt
L’archevêque d’Arles, l’évêque d’Aix, et quelques abbés, prieurs et chanoines de la Provence, assemblés à Avignon, avaient envoyé prier le roi de révoquer, pour le salut de son âme, l’amnistie qu’il avait accordée aux vaudois de Mérindol. En même temps, on avait cherché à lui inspirer des inquiétudes. Les vaudois occupaient, disait-on, de fortes positions au milieu des Alpes ; ils s’étaient tellement multipliés qu’ils pouvaient mettre sous les armes jusqu’à quinze mille hommes. On ajoutait qu’ils correspondaient avec les Suisses et qu’en cas de guerre étrangère, ils pourraient facilement tenter un coup de main sur Aix ou Marseille.
François Ier céda et écrivit le Ier janvier 1545, au parlement de Provence de mettre à exécution l’arrêt qui avait été rendu quatre ans auparavant contre les vaudois, malgré les lettres de grâce expédiées depuis. Il lui recommandait « de faire en sorte que le pays de Provence fût entièrement dépeuplé et nettoyé de tels séducteurs. » Les exécuteurs de cette sentence furent l’avocat du roi, Guérin, le capitaine Paulin, l’ancien agent du roi chez les Turcs, et le Jean Maynier, baron d’Oppède. Ce dernier, qui avait reçu les ordres du roi, eut soin de les garder secrets, et il résolut de les faire exécuter au moyen d’une expédition militaire. II assembla six enseignes d’infanterie, des vieilles bandes arrivées du Piémont, et il leur joignit la compagnie de cavalerie du capitaine Paulin, que François Ier venait de créer baron de la Garde. Enfin, le 12 avril 1545, quand tous les préparatifs furent achevés, le baron d’Oppède lut au parlement les lettres du roi, et aussitôt cette cour ordonna que son arrêt du 18 novembre 1540 fût exécuté.

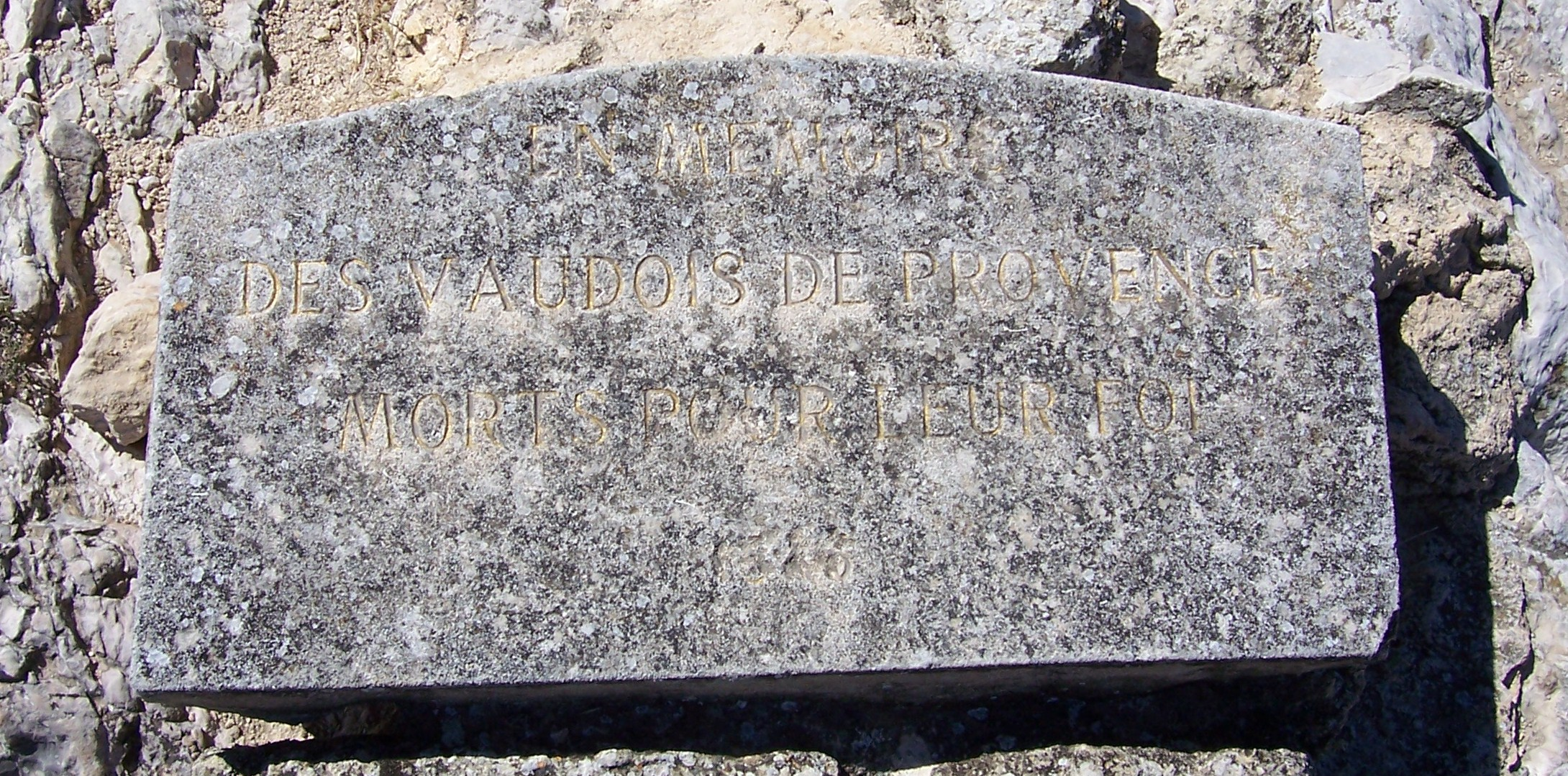
Plaque en mémoire des vaudois de Provence morts pour leur foi.

Le 13 avril, les barons d’Oppède et de la Garde, avec leur petite armée, partirent de la ville d’Aix, passèrent la Durance, et entrèrent par le Pertuis, dans le pays habité par les vaudois. Le lendemain matin, ils parvinrent aux villages de Peypin, la Motte et Saint-Martin, les pillèrent, les brulèrent, et en massacrèrent tous les habitants, avant que ceux-ci eussent le moindre soupçon des desseins formés contre eux par le gouvernement auquel ils étaient soumis. La flamme des incendies de ces premiers villages, et peut-être quelques fuyards, avertirent cependant les habitants de Villelaure, Lourmarin, Gensson, Trésémines et La Roque, du fléau qui les attendait. Ils s’enfuirent dans les bois, emportant leurs enfants et quelque petite partie de leurs meubles. Les soldats, qui arrivèrent bientôt, pillèrent tout le reste, brulèrent les maisons et les récoltes, écorcèrent les arbres fruitiers, et égorgèrent ceux des habitants qu’ils purent atteindre.
Le lendemain, d’Oppède, voyant qu’aucune résistance ne lui était opposée nulle part et qu’il ne courait aucun danger en dispersant sa troupe, la divisa en deux colonnes : l’une suivit la montagne et l’autre la rivière, pour ravager tout le pays. Ils trouvaient, à leur approche, tous les villages abandonnés mais, comme les villageois pourchassés des villages brulés la veille s’étaient chargés ou de leurs enfants en bas âge, ou de leurs biens les plus précieux, les plus faibles succombaient les uns après les autres à la fatigue. À mesure que les soldats atteignaient les vieillards, les femmes, les enfants restés sur la route, ils les égorgeaient après leur avoir fait subir leur cruauté ou leur impudicité.

## La fin de Mérindol
La constante répétition dans chaque village, dans chaque hameau, du pillage, du massacre et de l’incendie retarda du 13 au 18, la marche de d’Oppède qui n’arriva que le 18 devant le village de Mérindol, qui était tout à fait abandonné. Seul un simple d’esprit âgé de dix-huit ans y était demeuré : il fut attaché à un olivier, et fusillé. Le 19, l’armée entra sur les terres du pape, et se présenta devant Cabrières. Les soixante hommes et trente femmes restants de cette ville firent mine de se défendre pour obtenir une capitulation : la vie sauve leur fut promise. On déclara ensuite qu’aucune promesse n’était valable envers des hérétiques, et tous ceux qui étaient dans la ville furent égorgés. Ceux qui s’étaient enfuis de Cabrières furent bientôt après trouvés dans le voisinage : huit cents furent tués, tant dans la ville que dehors. D’Oppède ordonna que les femmes soit enfermées dans un grenier plein de paille, où l’on mit le feu. Celles qui tentèrent de se jeter par la fenêtre furent repoussées avec des crocs et des piques.
De là, les troupes se rendirent à La Coste, où le seigneur du lieu avait promis une entière sureté aux habitants, pourvu qu’ils portent leurs armes dans le château et qu’ils abattent leurs murailles en quatre endroits. Les habitants obéirent naïvement aux ordres qu’on leur avait donnés et, à l’arrivée d’Oppède, les faubourgs furent brulés, la ville fut prise, et tous furent taillés en pièces jusqu’au dernier. Les soldats violèrent les femmes et les filles qui s’étaient cachées dans un jardin voisin du château. Elles furent ensuite traitées avec une telle cruauté que plusieurs d’entre elles qui étaient enceintes, et la plupart même des filles, moururent ou de douleur, ou de faim, ou des tortures qu’on leur fit souffrir. Lorsque les villageois qui s’étaient cachés dans Murs furent enfin découverts, ils subirent le même sort que les autres. Vingt-deux villages eurent ainsi à subir toute la rigueur d’Oppède.
Déjà plus de trois mille vaudois avaient péri. Les autres erraient, sans asile, dans les bois et les montagnes, traqués par les soldats, qui les poursuivaient jusque dans leurs dernières cachettes. Presque tous furent faits prisonniers. Le baron de la Garde choisit parmi eux six cent-soixante-six des plus jeunes et des plus robustes pour travailler sur ses galères. Les autres furent condamnés à mort et exécutés. Pour atteindre ceux qui erraient encore dans les montagnes, le parlement d’Aix fit proclamer par toute la Provence, « que nul n’osât donner retraite, aide, secours, ni fournir argent ni vivres à aucun vaudois ou hérétique », sous peine de mort. Ne pouvant nullement être hébergés dans les villages et les villes, les habitants, hommes, femmes et enfants furent contraints de demeurer dans les bois ou la campagne, et de n’y vivre que de l’herbe, ce qui fit que la plupart des personnes moururent de faim et d'épuisement. Les plus forts et les plus robustes réussirent à s’échapper à Genève.